# Араповац (Лазаревац)
Араповац је насеље у градској општини Лазаревац у граду Београду. Према попису из 2022. било је 587 становника.

## Историја
Араповац се налази североисточно од Лазаревца. Лазаревац се помиње у арачким списковима; године 1818. имао је 30 кућа и припадало је Катићевој Кнежевини и чинило једну општину са Јунковцем и Сакуљом и по попису из 1921. године има 124 куће са 902 становника. Данашње породице су потомци млађих досељеника.
По предању први се овде населио неки Милан Чурукпара. Не зна се од куда је дошао. Ишао је лутао па се овде задржи са женом и децом. Направио је колибу и настанио се. Једног дана, пред само вече, удари од некуд неки Арапин, дође пред Миланову колибу и задржи се да код њега преноћи. Милан му дозволи и преко ноћи га убије. Убрзо се сазнало о овоме убиству, и због тога што је овде убијен Арапин прозвано је, према предању, и село Араповац. Друга породица која се после Милана населила били су неки Цигани Решетари, тако названи што су правили решета. Од ове породице има врло много потомака, а има још неколико досељених породица за које се не зна од куда су старином. (подаци крајем 1921. године).
Овде се налази Црква Вазнесења Господњег у Араповцу.

## Демографија
У насељу Араповац живи 610 пунолетних становника, а просечна старост становништва износи 41,4 година (40,6 код мушкараца и 42,2 код жена). У насељу има 256 домаћинстава, а просечан број чланова по домаћинству је 2,95.
Ово насеље је великим делом насељено Србима (према попису из 2002. године).
|  |

| Демографија | Демографија | Демографија |
| Година      | Становника  | Становника  |
| ----------- | ----------- | ----------- |
| 1948.       | 1.004       |             |
| 1953.       | 1.032       |             |
| 1961.       | 1.020       |             |
| 1971.       | 861         |             |
| 1981.       | 825         |             |
| 1991.       | 830         | 819         |
| 2002.       | 754         | 766         |

| Етнички састав према попису из 2002.‍ | Етнички састав према попису из 2002.‍ | Етнички састав према попису из 2002.‍ | Етнички састав према попису из 2002.‍ | Етнички састав према попису из 2002.‍ |
| ------------------------------------ | ------------------------------------ | ------------------------------------ | ------------------------------------ | ------------------------------------ |
|                                      |                                      |                                      |                                      |                                      |
| Срби                                 | Срби                                 |                                      | 745                                  | 98,80%                               |
| Црногорци                            | Црногорци                            |                                      | 2                                    | 0,26%                                |
| Хрвати                               | Хрвати                               |                                      | 1                                    | 0,13%                                |
| Словенци                             | Словенци                             |                                      | 1                                    | 0,13%                                |
| Мађари                               | Мађари                               |                                      | 1                                    | 0,13%                                |
| непознато                            | непознато                            |                                      | 4                                    | 0,53%                                |

| Година пописа     | 1948. | 1953. | 1961. | 1971. | 1981. | 1991. | 2002. |
| ----------------- | ----- | ----- | ----- | ----- | ----- | ----- | ----- |
| Број домаћинстава | 202   | 217   | 246   | 235   | 238   | 261   | 256   |

| Број чланова      | 1  | 2  | 3  | 4  | 5  | 6  | 7 | 8 | 9 | 10 и више | Просек |
| ----------------- | -- | -- | -- | -- | -- | -- | - | - | - | --------- | ------ |
| Број домаћинстава | 56 | 72 | 31 | 47 | 31 | 15 | 4 | 0 | 0 | 0         | 2,95   |

| Пол    | Укупно | Неожењен/Неудата | Ожењен/Удата | Удовац/Удовица | Разведен/Разведена | Непознато |
| ------ | ------ | ---------------- | ------------ | -------------- | ------------------ | --------- |
| Мушки  | 319    | 83               | 200          | 18             | 13                 | 5         |
| Женски | 322    | 48               | 197          | 65             | 10                 | 2         |
| УКУПНО | 641    | 131              | 397          | 83             | 23                 | 7         |

| Пол    | Укупно                    | Пољопривреда, лов и шумарство | Рибарство                            | Вађење руде и камена | Прерађивачка индустрија       |
| ------ | ------------------------- | ----------------------------- | ------------------------------------ | -------------------- | ----------------------------- |
| Мушки  | 173                       | 11                            | 0                                    | 91                   | 28                            |
| Женски | 89                        | 26                            | 0                                    | 18                   | 12                            |
| УКУПНО | 262                       | 37                            | 0                                    | 109                  | 40                            |
| Пол    | Производња и снабдевање   | Грађевинарство                | Трговина                             | Хотели и ресторани   | Саобраћај, складиштење и везе |
| Мушки  | 2                         | 19                            | 4                                    | 6                    | 8                             |
| Женски | 1                         | 1                             | 11                                   | 6                    | 2                             |
| УКУПНО | 3                         | 20                            | 15                                   | 12                   | 10                            |
| Пол    | Финансијско посредовање   | Некретнине                    | Државна управа и одбрана             | Образовање           | Здравствени и социјални рад   |
| Мушки  | 0                         | 1                             | 2                                    | 0                    | 0                             |
| Женски | 0                         | 0                             | 0                                    | 5                    | 6                             |
| УКУПНО | 0                         | 1                             | 2                                    | 5                    | 6                             |
| Пол    | Остале услужне активности | Приватна домаћинства          | Екстериторијалне организације и тела | Непознато            | Непознато                     |
| Мушки  | 0                         | 0                             | 0                                    | 1                    | 1                             |
| Женски | 1                         | 0                             | 0                                    | 0                    | 0                             |
| УКУПНО | 1                         | 0                             | 0                                    | 1                    | 1                             |